# عائلة مالك
عائلة مالك (بالأردية: عائلہ ملک) هي سياسية وصحافية باكستانية عملت كعضو في الجمعية الوطنية من عام 2002 إلى عام 2007 في مقعد مخصص للنساء. وهي عضو مركزي في حركة الإنصاف الباكستانية وعملت كمديرة حملة عمران خان في ميانوالي.